# هوائي غير موجه

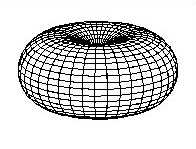
مثال لشكل نسق الإشعاع لهوائي Omni بسيط

الهوائي غير الموجه  أو الهوائي لجميع الاتجاهات الأفقية أو الهوائي جامع الاتجاهات (بالإنجليزية:Omnidirectional antenna) هو نوع من أنواع الهوائيات الراديوية والذي يبث الموجات الراديوية بشكل متساوٍ إلى كل الاتجاهات على مستوى واحد، تنقص قدرة البث بناء على زاوية الارتفاع سواءً إلى الأعلى أو إلى الأسفل من مستوى البث الراديوي، وعلى محور الهوائي تكون القدرة تساوي صفر. عادة يُشبَّه شكل نسق إشعاع للهوائي Omni (بالإنجليزية:Radiation Pattern) بشكل «قطعة الدونات».  هذا الهوائي شائع بالاستخدام للبث الراديوي في الأجهزة التقنية كالهاتف المحمول ووجهاز استقبال الراديو إف إم والشبكة اللاسلكية (بالإنجليزية:Wi-Fi) المستخدم في الحاسب الآلي أو الهاتف المحمول.